# Jean-Paul Carrère
Jean-Paul Carrère (* 7. September 1926 in Paris; † 8. Februar 2012 in Neuilly-sur-Seine) war ein französischer Regisseur.
Der Sohn eines Zeitungsredakteurs begann in den 1950er und 1960er Jahren als Assistent bei Marcel L’Herbier, Michel Boisrond und Denys de La Patellière sowie am Theater als Assistent von Jean-Louis Barrault.
Nach einigen Kurzfilmen machte er Anfang der 1950er Jahre seine ersten Fernsehbeiträge. Sein erster eigener Spielfilm ist 1954 Le petit poucet. 1958 inszeniert er seinen Lehrer Jean-Louis Barrault, Madeleine Robinson und Jean Desailly im TV-Film La répétition ou L'amour puni. In mehreren TV-Filmen besetzte er den Schauspieler Jean Desailly (u. a. Le Mystère du fils de l'homme, Amphitryon). Weitere Filmstars, die Jean-Paul Carrère in Fernsehfilmen besetzt, sind Michel Piccoli (Egmont), Annie Girardot (Lhomme qui assassina), Jean-Claude Brialy (Les parents terribles), Pierre Mondy (Les nuits de la colère), Claude Jade (La passion de Camille et Lucile Desmoulins), Anny Duperey (André Chenier et la jeune captive) und Anna Karina (L'Eblouissement).
In den 1960er Jahren wurde er Produzent von Fernsehprogrammen. Jean-Paul Carrère besorgte auch die Integration verschiedener Vereinigungen wie der Gesellschaft der dramatischen Autoren und Komponisten (SACD), der Gesellschaft der Briefe (SGDL) und der Gesellschaft der Komponisten und Musikredakteure (SACEM). Von 1978 bis 1981 war er Berater der Präsidentschaft von France 3 und 1987 der von Antenne 2. Gleichzeitig war er Dozent am Conservatoire National Supérieur d’Art Dramatique (CNSAD) in Paris.

## Filmografie (Auswahl)
- 1955: La Cerisaie D: Jean Desailly
- 1955: Christophe C... D Magali Noël
- 1956: L'Homme qui assassina D: Annie Girardot
- 1958: La Répétition ou l'Amour puni  (nach Jean Anouilh) D: Jean-Louis Barrault, Madeleine Renaud, Jean Desailly
- 1958: Le Mystère du fils de l'homme (nach François Mauriac) D: Jean Desailly
- 1959: Cristobal de Lugo D: Alain Saury, Christiane Minazzoli
- 1959: La forteresse D: Alain Saury, Françoise Spira
- 1960: Amphitryon D: Jean Desailly
- 1961: Les Parents terribles (nach Jean Cocteau) D: Jany Holt, Jean-Claude Brialy
- 1961: Egmont (Goethe) D: Michel Piccoli
- 1962: Oliver Twist (nach Charles Dickens) D: Marcel Dalio, Philippe Ogouz
- 1965: La Jeune fille Violaine (nach Paul Claudel) D: Édith Scob
- 1967: Jean de la Tour Miracle (Serie) D: Patrick Dewaere, Jacques Balutin
- 1967: Sur la terre comme au ciel (nach Fritz Hochwälder) D: Pierre Mondy
- 1967: Le tueur de chipeaux D: Jacques François, Françoise Brion
- 1968: Les Hauts de Hurlevent (Miniserie) D: Claude Titre, Geneviève Casile, Patrick Dewaere
- 1969: L'Échange D: Edwige Feuillère
- 1970: Les Dossiers du professeur Morgan (Serie) D: Henri Crémieux
- 1972: Un Enfant nommé Michel D: Estella Blain
- 1972: Le Grillon du foyer (Charles Dickens) D: Édith Scob
- 1973: Les Fourberies de Scapin (nach Molière) D: André Dussollier, Corinne Boissière
- 1973: Les Nuits de la colère D: Pierre Mondy, René Havard, Rosy Varte
- 1973: Antigone (Sophokles) D:François Chaumette, Nicolas Silberg, Michel Aumont
- 1973: Un Mystère par jour (Serie) D: Henri Crémieux
- 1975: Aurore et Victorien (Serie) D: Véronique Jannot, Jacques Buron
- 1975: Adieu Amédée D: Fernand Sardou, Jackie Sardou, Daniel Auteuil
- 1978: La Passion de Camille et Lucile Desmoulins D: Claude Jade, Bernard Alane
- 1978: Les Quatre dans une prison D: Véronique Jannot
- 1978: André Chénier et la jeune captive D: Anny Duperey, Nicolas Silberg
- 1978: Harold et Maud D: Madeleine Renaud, Daniel Rivière, Colin Higgins
- 1979: L'Eblouissement D: Anna Karina, Jean-Pierre Bacri
- 1981: Zadig ou la Destinée (Voltaire) D: Bernard Alane, Jean Barney
- 1985: Le Crime de Mathilde (Serie) D: Gisèle Casadesus
- 1985: Les Scorpionnes D: Maurice Toesia, Corinne Touzet, Jean-Pierre Castaldi
- 1985: Angelo, tyran de Padoue (Victor Hugo) D: Jacques Dacqmine
- 1986: Le Faiseur de mort (Guy des Cars)
- 1988: La Sonate pathétique (Serie) D: Eugène Cormon
- 1989: Lorenzaccio (Alfred de Musset) D: Francis Huster